# Calçadinha (Elvas, Portugal)
A Calçadinha é uma aldeia pertencente à freguesia de São Brás e São Lourenço, no concelho de Elvas, distando uns 2 km da cidade homónima.
Atravessa esta localidade a estrada nacional N372, perpendicular à Estrada de S. Brás (a estrada principal da aldeia que liga o Polidesportivo da Calçadinha até à N4).
Conta com um Centro Cultural e Recreativo, Polidesportivo (campo de futebol e zona desportiva), Igreja com cemitério, Centro Hípico (Centro Hípico de São Brás), Escola do Ensino Básico do 1.º Ciclo e Jardim de Infância integrado, restaurantes, várias empresas, cafés, entre outros.